# Вольная борьба на летних Олимпийских играх 1960 — до 73 кг
Соревнования по вольной борьбе в рамках Олимпийских игр 1960 года в полусреднем весе (до 73 килограммов) прошли в Риме с 1 по 6 сентября 1960 года в «Базилике Максенция».
Турнир проводился по системе с начислением штрафных баллов, но в сравнении с прошлыми играми, сменилась система их начисления и был введён такой результат, как ничья. За чистую победу штрафные баллы не начислялись, за победу по очкам борец получал один штрафной балл, за ничью два штрафных балла, за поражение по очкам три штрафных балла, за чистое поражение — четыре штрафных балла. Борец, набравший шесть штрафных баллов, из турнира выбывал. Трое оставшихся борцов выходили в финал, где проводили встречи между собой. Встречи между финалистами, состоявшиеся в предварительных схватках, шли в зачёт. Схватка по регламенту турнира продолжалась 12 минут. Если в течение первых шести минут не было зафиксировано туше, то судьи могли определить борца, имеющего преимущество. Если преимущество никому не отдавалось, то назначалось четыре минуты борьбы в партере, при этом каждый из борцов находился внизу по две минуты (очередность определялась жребием). Если кому-то из борцов было отдано преимущество, то он имел право выбора следующих шести минут борьбы: либо в партере сверху, либо в стойке. Если по истечении четырёх минут не фиксировалась чистая победа, то оставшиеся две минуты борцы боролись в стойке.
В полусреднем весе боролись 23 участника. Самым молодым участником был 19-летний Хуан Флорес, самым возрастным 32-летний Вахтанг Балавадзе. Безусловным фаворитом был чемпион мира 1959 года, чемпион Азии 1958 года, олимпийский чемпион 1956 года в лёгком весе, непобедимый иранец Имам Али Хабиби. Но в пятом предфинальном круге иранец натолкнулся на неизвестного за пределами США борца Дугласа Блюбау, который был очень силён физически и все встречи в ходе этого турнира закончил чистой победой. Хабиби в свойственной ему манере постоянно атаковал, ставя Блюбау в опасное положение, но на третьей минуте встречи попался на контратаку, попал на мост, где Блюбау его дожал. Хабиби выбыл из турнира, и это было его единственное поражение на крупных турнирах за всю карьеру. Блюбау вышел в финал, где расправился ещё с двумя финалистами: Исмаилом Оганом (по очкам) и Мохаммадом Баширом (чисто). Оган в свою очередь победил Башира, и занял второе место. Башир же принёс Пакистану первую олимпийскую награду в борьбе.  

## Призовые места
- Дуглас Блюбау (USA)
- Исмаил Оган (TUR)
- Мохаммад Башир (PAK)

## Первый круг
| Штрафных баллов | Участник 1               | Результат    | Участник 2                 | Штрафных баллов |
| --------------- | ------------------------ | ------------ | -------------------------- | --------------- |
| 1               | Исмаил Оган (TUR)        | По очкам     | Вахтанг Балавадзе (URS)    | 3               |
| 1               | Удей Чанд (IND)          | По очкам     | Джо Фини (IRL)             | 3               |
| 0               | Ютака Канэко (JPN)       | Туше (11:05) | Муса Казанов (BUL)         | 4               |
| 1               | Конрад де Вилье (RSA)    | По очкам     | Франц Бергер (AUT)         | 3               |
| 1               | Гаэтано де Вескови (ITA) | По очкам     | Хуан Флорес (MEX)          | 3               |
| 0               | Имам Али Хабиби (IRI)    | Туше (1:45)  | Чхве Мён Джон (KOR)        | 4               |
| 1               | Эке Карлссон (SWE)       | По очкам     | Вейкко Рантанен (FIN)¹     | 3               |
| 0               | Мохаммад Башир (PAK)     | Туше (9:59)  | Питер Эмей (GBR)           | 4               |
| 1               | Хуан Ролон (ARG)         | По очкам     | Султан Мохаммад Дост (AFG) | 3               |
| 0               | Дуглас Блюбау (USA)      | Туше (2:21)  | Курт Бозе (CAN)            | 4               |
| 0               | Карл Бруггманн (SUI)     | Туше (0:13)  | Роберт Кларк (AUS)         | 4               |
| 0               | Мартин Хайнце (EUA)      | Пропускал    |                            |                 |

¹ Снят за превышение веса

## Второй круг
| Штрафных баллов | Участник 1               | Результат   | Участник 2                 | Штрафных баллов |   |
| --------------- | ------------------------ | ----------- | -------------------------- | --------------- | - |
| 2               | Исмаил Оган (TUR)        | По очкам    | Мартин Хайнце (EUA)        | 3               |   |
| 4               | Вахтанг Балавадзе (URS)  | По очкам    | Удей Чанд (IND)            | 4               |   |
| 5               | Муса Казанов (BUL)       | По очкам    | Джо Фини (IRL)             | 6               |   |
| 0               | Ютака Канэко (JPN)       | Туше (1:07) | Франц Бергер (AUT)         | 7               |   |
| 1               | Конрад де Вилье (RSA)    | Туше (2:10) | Хуан Флорес (MEX)          | 7               |   |
| 1               | Имам Али Хабиби (IRI)    | По очкам    | Эке Карлссон (SWE)         | 4               |   |
| 1               | Гаэтано де Вескови (ITA) | Туше (0:50) | Чхве Мён Джон (KOR)        | 8               |   |
| 1               | Мохаммад Башир (PAK)     | По очкам    | Хуан Ролон (ARG)           | 4               |   |
| 5               | Питер Эмей (GBR)         | По очкам    | Султан Мохаммад Дост (AFG) | 6               | 0 |
| 0               | Дуглас Блюбау (USA)      | Туше (3:35) | Карл Бруггманн (SUI)       | 3               |   |
| 4               | Курт Бозе (CAN)          | Туше (1:09) | Роберт Кларк (AUS)         | 8               |   |

## Третий круг
| Штрафных баллов | Участник 1               | Результат   | Участник 2            | Штрафных баллов |
| --------------- | ------------------------ | ----------- | --------------------- | --------------- |
| 6               | Вахтанг Балавадзе (URS)  | Ничья       | Мартин Хайнце (EUA)   | 5               |
| 2               | Исмаил Оган (TUR)        | Туше (4:11) | Удей Чанд (IND)       | 8               |
| 6               | Муса Казанов (BUL)       | По очкам    | Конрад де Вилье (RSA) | 4               |
| 1               | Гаэтано де Вескови (ITA) | Туше (5:50) | Ютака Канэко (JPN)    | 3               |
| 2               | Имам Али Хабиби (IRI)    | По очкам    | Мохаммад Башир (PAK)  | 4               |
| 4               | Эке Карлссон (SWE)       | Туше (2:00) | Питер Эмей (GBR)      | 9               |
| 0               | Дуглас Блюбау (USA)      | Неявка      | Хуан Ролон (ARG)      | 8               |
| 4               | Карл Бруггманн (SUI)     | По очкам    | Курт Бозе (CAN)       | 7               |

## Четвёртый круг
| Штрафных баллов | Участник 1            | Результат   | Участник 2               | Штрафных баллов |
| --------------- | --------------------- | ----------- | ------------------------ | --------------- |
| 3               | Ютака Канэко (JPN)    | Туше (5:59) | Мартин Хайнце (EUA)      | 9               |
| 3               | Исмаил Оган (TUR)     | По очкам    | Конрад де Вилье (RSA)    | 7               |
| 3               | Имам Али Хабиби (IRI) | По очкам    | Гаэтано де Вескови (ITA) | 4               |
| 0               | Дуглас Блюбау (USA)   | Туше (6:12) | Эке Карлссон (SWE)       | 8               |
| 4               | Мохаммад Башир (PAK)  | Туше (9:35) | Карл Бруггманн (SUI)     | 8               |

## Пятый круг
| Штрафных баллов | Участник 1           | Результат   | Участник 2               | Штрафных баллов |
| --------------- | -------------------- | ----------- | ------------------------ | --------------- |
| 4               | Исмаил Оган (TUR)    | По очкам    | Ютака Канэко (JPN)       | 6               |
| 5               | Мохаммад Башир (PAK) | По очкам    | Гаэтано де Вескови (ITA) | 7               |
| 0               | Дуглас Блюбау (USA)  | Туше (2:37) | Имам Али Хабиби (IRI)    | 7               |

## Финал

### Встреча 1
| Штрафных баллов | Участник 1          | Результат | Участник 2           | Штрафных баллов |
| --------------- | ------------------- | --------- | -------------------- | --------------- |
| 5               | Исмаил Оган (TUR)   | По очкам  | Мохаммад Башир (PAK) | 8               |
| 0               | Дуглас Блюбау (USA) | Пропускал |                      |                 |

### Встреча 2
| Штрафных баллов | Участник 1           | Результат | Участник 2        | Штрафных баллов |
| --------------- | -------------------- | --------- | ----------------- | --------------- |
| 1               | Дуглас Блюбау (USA)  | По очкам  | Исмаил Оган (TUR) | 8               |
| 8               | Мохаммад Башир (PAK) | Пропускал |                   |                 |

### Встреча 3
| Штрафных баллов | Участник 1          | Результат | Участник 2           | Штрафных баллов |
| --------------- | ------------------- | --------- | -------------------- | --------------- |
| 1               | Дуглас Блюбау (USA) | Туше      | Мохаммад Башир (PAK) | 12              |
| 8               | Исмаил Оган (TUR)   | Пропускал |                      |                 |